# 谷口隆之助
谷口 隆之助（たにぐち りゅうのすけ、1912年 - 1982年3月）は、日本の宗教哲学者、宮城学院大学名誉教授。
東京生まれ。青山学院中等部、神学部卒、京都帝国大学哲学科選科卒。1943年、京都大学宗教学研究室嘱託。1947年、東北学院専門学校（東北学院大学の前身）教授。東北学院大学助教授、宮城学院女子大学教授。1969年から1970年まで、大阪産業大学学長。のち、八代学院大学学長、1976年退職。

## 著書
- 『疎外からの自由 現代に生きる知恵』誠信書房　1962
- 『疑惑と狂信との間』川島書店　1968　ヒューマン選書
- 『愛と死の思想』川島書店　1973
- 『愛からの自由』川島書店　1975
- 『聖書の人生論 いのちの存在感覚』川島書店　1979

## 共編著
- 『人間存在の心理学』佐藤功,早坂泰次郎共著　川島書店　1967
- 『人間関係論集』編　川島書店　1975
- 『生きることの探究 西欧思想史におけるその展開』津田淳共編著　川島書店　1977

## 翻訳
- エーリヒ・フロム『精神分析と宗教』早坂泰次郎共訳　創元社　1953
- フロム『人間における自由』早坂泰次郎共訳　東京創元社　1955
- フロム『革命的人間』東京創元新社　1965
- J.マクマレイ『人間関係の構造と宗教』誠信書房　1965
- J.コリンズ『実存思想の系譜』津田淳共訳　誠信書房　1966

## 参考
- 『疎外からの自由』82年版著者紹介